# FC Rubin Kazan

Escudo anterior do Rubin Cazã

FC Rubin Kazan - em russo, Футбольный клуб Рубин Казань - é um clube de futebol da cidade de Cazã. O seu estádio é a Arena Cazã, com capacidade para 45 379 adeptos.

## História
Nunca jogou na divisão de elite do campeonato soviético. Ascendeu à do campeonato russo, em 2002 e, no ano de estreia, conseguiu um surpreendente terceiro lugar, classificando-se para a Copa da UEFA.
Na época de 2008, quando se reforçou com os veteranos Sergey Semak (ucraniano naturalizado russo), Serhiy Rebrov (ucraniano, ex-Dínamo de Kiev, recém-aposentado) e Savo Milošević (sérvio, já em fim de carreira), todos jogadores de Copa do Mundo, o Rubin fez uma campanha brilhante na Liga Russa. Outros participantes de Copas já vinham integrando a equipe: o croata Stjepan Tomas e o sul-africano MacBeth Sibaya. A boa campanha de 2008 rendeu a Semak uma nova chance na Seleção Russa, e o jogador, que não atuava pela Rússia desde 2004, foi convocado à Eurocopa 2008 como capitão. Semak tornou-se o primeiro jogador do Rubin a disputar um torneio pela seleção; o turco Gökdeniz Karadeniz também foi à Euro por sua seleção.
O título inédito se confirmou a três rodadas do final do campeonato, com uma vitória fora de casa sobre o Saturn Ramenskoye. O Rubin tornou-se o segundo clube de uma República Autônoma da Federação Russa a faturá-lo, depois da conquista de 1995 do Alania Vladikavkaz (da Ossétia do Norte); o terceiro não-moscovita, depois de Alania e Zenit (campeão de 2007); além, ainda, de o terceiro a conquistá-lo sem jamais ter vencido a Liga Soviética, depois de Alania e do Lokomotiv Moscou (campeão em 2002 e 2004). Em 2009, participa da Liga dos Campeões da UEFA. No dia 20 de outubro de 2009, pela competição europeia, jogou contra o Barcelona no Camp Nou e venceu o clube catalão por 2x1, sendo que o Barça era o atual campeão europeu. Esse foi um feito histórico para o Rubin Cazã.

## Elenco
Legenda
- : Capitão
- : Prata da casa (Jogador da base)
- : Jogador emprestado
- : Jogador lesionado/contundido
- : Jogador suspenso
- +: Jogador sem condições (físicas ou jurídicas) de atuar

## Uniformes

### Uniformes dos jogadores
- 1º Equipamento - Camisola grená, calção e meias grenás;
- 2º Equipamento - Camisola verde, calção e meias verdes;
- 3º Equipamento - Camisola branca, calção e meias cinzas;
- 4º Equipamento - Camisola preta, calção e meias pretas.

| 1º Uniforme | 2º Uniforme | 3º Uniforme | 4º Uniforme |

### Uniformes anteriores
- 2018-19

| 1º Uniforme | 2º Uniforme |

- 2015-16

| 1º Uniforme | 2º Uniforme |

- 2014-15

| 1º Uniforme | 2º Uniforme | 3º Uniforme |

- 2013-14

| Primeiro | Segundo | Terceiro |

- 2012-13

| Primeiro | Segundo |

- 2011-12

| Primeiro | Segundo |

- 2010-11

| Primeiro | Segundo |

- 2009-10

| Primeiro | Segundo |

- 2008-09

| Primeiro | Segundo |

- 2007-08

| Primeiro | Segundo |

## Títulos
| Nacionais | Nacionais           | Nacionais | Nacionais         |
|           | Competição          | Títulos   | Temporadas        |
| --------- | ------------------- | --------- | ----------------- |
|           | Campeonato Russo    | 2         | 2007-08 e 2008-09 |
|           | Copa da Rússia      | 1         | 2011-12           |
|           | Supercopa da Rússia | 2         | 2010 e 2012       |

### Outros títulos
- 2º Divisão Russa: 2001-02 e 2022-23